# Victor Dragomirescu
Victor Dragomirescu (n. 1912, Bilciurești, județul Dâmbovița, Regatul României - d. 22 septembrie 1939, București, Regatul României) a fost un legionar român, unul din șefii Frățiilor de Cruce și membru al Comandamentului de prigoană. 

## Biografie
Victor Dragomirescu s-a născut în 1912 în comuna Bilciurești, județul Dâmbovița, Regatul României. Dragomirescu a fost inginer chimist, absolvent al Școlii Politehnice din București. A aderat la Mișcarea Legionară, devenind unul din șefii Frățiilor de Cruce, Corpul Studențesc Legionar,:32 și a fost decorat cu Crucea Albă de către Corneliu Zelea Codreanu.:192 Crucea Albă era decorația acordată legionarilor pentru vitejie non-violentă, pentru desăvârșire sufletească.
După arestarea lui Corneliu Zelea Codreanu, Victor Dragomirescu a făcut parte din grupul celor 15 care s-au reunit pe 30 aprilie 1938 într-o casă conspirativă situată pe strada Olari, nr. 3, din București, pentru a organiza comandamentul de prigoană, structură ce urma să conducă Mișcarea Legionară în absența șefului istoric.:356:53:263
În condițiile în care se accentua presiunea exercitată de autorități asupra Gărzii de Fier, pe 11 februarie 1939 Victor Dragomirescu a încercat să părăsească țara la bordul unui avion pilotat de un alt legionar, având ca destinație Ungaria:31-32 (sau Polonia după alte surse:268). Avionul s-a prăbușit însă la decolarea de pe aeroportul Băneasa și Dragomirescu a fost spitalizat la Spitalul Militar „Regine Elisabeta”.:268 A fost arestat de către Siguranță și închis la Văcărești.:266 În închisoare s-a opus organizării comandourilor morții.:266

## Asasinarea
La 22 septembrie 1939,:86-98 în ziua următoare asasinării prim-ministrului Armand Călinescu de către un comando legionar, Victor Dragomirescu a fost ridicat din închisoare de o echipă de polițiști condusă de comisarul Alexandru Davidescu, torturat și asasinat, corpul său fiind incinerat în cursul serii la Crematoriul Cenușa din București.:34:461 După unele surse, Dragomirescu ar fi fost încă în viață în momentul incinerării.:192:461
Un an mai târziu, în noaptea de 26-27 noiembrie 1940, concomitent cu Masacrul de la Jilava, comisarul Alexandru Davidescu a fost împușcat de un grup de legionari în Pădurea Balota-Vlăsia, lângă Ploiești, și a decedat de pe urma rănilor câteva zile mai târziu, la spitalul Schuller din Ploiești.:324-325:40-42
Victor Dragomirescu a fost logodnicul legionarei Lucia Trandafir, șefă între anii 1936-1938 a Cetățuilor de fete, ramura feminină a Mișcării Legionare.